# Độc bộ thiên hạ
Độc bộ thiên hạ (Tiếng Trung: 独步天下, tiếng Anh: Rule the World), là bộ phim cổ trang với chiều dài 46 tập, được chuyển thể từ tiểu thuyết cùng tên của nhà văn Lý Hâm. Phim được khởi quay từ ngày 15 tháng 11 năm 2016 và chính thức đóng máy vào tháng 3 năm 2017. Phim chính thức phát sóng ngày 30 tháng 10 năm 2017 duy nhất trên QQLive.

## Tóm tắt cốt truyện
Bộ Du Nhiên xuyên về đời Minh Thần Tông Vạn Lịch, thời Minh mạt Thanh sơ, trở thành cách cách tộc Diệp Hách Bố Hỉ Á Mã Lạp, nhũ danh Đông Ca. Người con gái được mệnh danh là Nữ Chân đệ nhất mĩ nữ này, từ khi sinh ra đã được tiên đoán: Có thể khiến thiên hạ hưng thịnh, có thể khiến thiên hạ suy vong. Mĩ mạo cùng lời tiên tri kia nghiễm nhiên khiến Đông Ca trở thành đối tượng tranh đoạt của các bộ lạc. Bất đắc dĩ bị cuốn vào tranh đấu, nàng chỉ có thể kiên cường nỗ lực sinh tồn trong nghịch cảnh.
Đông Ca bị huynh trưởng đem cho Nỗ Nhĩ Cáp Xích như một con cờ chính trị. Thế nhưng, cảm tình của Chử Anh, dịu dàng và săn sóc của Đại Thiện, tình yêu của Hoàng Thái Cực, bất kham của Đa Nhĩ Cổn.
Một lòng chăm sóc, sớm chiều ở chung, Đông Ca và Hoàng Thái Cực dần dần từ hoan hỉ oan gia đi đến hiểu biết, tín nhiệm, cuối cùng là ước hẹn cả đời. Nhưng rồi lại xảy ra chuyện, hai người thất lạc, trải qua thiên tân vạn khổ, sau cùng mới có thể gặp lại Hoàng Thái Cực. Tự mình tìm về, chứng kiến Hoàng Thái Cực kiến lập Đại Thanh, sóng vai nắm tay khát khao thái bình thịnh thế, hoàn thành một câu chuyện xưa rung động lòng người.

## Diễn viên
| Diễn viên      | Vai diễn                                                             | Giới thiệu nhân vật |
| -------------- | -------------------------------------------------------------------- | --- |
| Lâm Phong      | Ái Tân Giác La Hoàng Thái Cực                                        | Con trai thứ tám của Nỗ Nhĩ Cáp Xích. Đại Hãn thứ hai của nhà Hậu Kim. Thanh Thái Tông. Hoàng đế khai quốc nhà Thanh. Nhà chính trị, nhà quân sự kiệt xuất đầu triều Thanh, 12 tuổi mất mẹ, 20 tuổi mang binh đánh giặc, 35 tuổi đăng cơ, 52 tuổi qua đời. Thiên quân vạn mã, tinh kì tung bay, giương cung bạt kiếm, khí phách mà lại thâm tình. |
| Đường Nghệ Hân | Bộ Du Nhiên Diệp Hách Na Lạp Đông Ca Bát Nhĩ Tế Cát Đặc Hải Lan Châu | Bố Hỉ Á Mã Lạp cách cách, Nữ Chân đệ nhất mĩ nữ, Mẫn Huệ Cung Hòa Nguyên Phi – phi tần của Thanh Thái Tông Hoàng Thái Cực. “Khả hưng thiên hạ, khả vong thiên hạ” Đi theo tiếng gọi trái tim, một lòng với tình yêu của bản thân. |
| Trương Duệ     | Ái Tân Giác La Đại Thiện                                             | Con thứ của Nỗ Nhĩ Cáp Xích. Lễ Thân Vương. Đứng đầu tứ đại Bối lặc thời Thanh sơ. Anh dũng thiện chiến, xứng với danh hào “Cổ Anh Ba Đồ Lỗ”, năm 1616 đã được phong làm Hòa Thạc Bối lặc, tham dự quốc chính, đứng đầu tứ đại Bối lặc.Ôn nhuận như ngọc, hòa nhã ẩn nhẫn, vẫn luôn yêu Đông Ca sâu đậm, lại không cách nào như ý.                |
| Cảnh Cương Sơn | Ái Tân Giác La Nỗ Nhĩ Cáp Xích                                       | Hoàng đế khai quốc nhà Hậu Kim. Thanh Thái Tổ. 25 tuổi khởi binh thống nhất các tộc Nữ Chân, thành lập nhà Hậu Kim. Trầm ổn tuấn dật, hùng tâm tráng chí, trên chiến trường không ai địch nổi, lại không cách nào giành được trái tim Đông Ca. Yêu mĩ nhân, càng yêu giang sơn.                                                                   |
| Hứa Dung Chân  | Phú Sát Cổn Đại                                                      | Đại phúc tấn của Nỗ Nhĩ Cáp Xích. |
| Trần Hân Dư    | Ô Lạt Na Lạp A Ba Hợi                                                | Đại phi của Nỗ Nhĩ Cáp Xích. Hiếu Liệt Vũ Hoàng hậu. Mẹ Đa Nhĩ Cổn và Đa Đạc. Phong tư yểu điệu, tính tình lại hay đố kị ghen ghét. Bị bức phải tuẫn táng, chết năm 37 tuổi. |
| Vương Khải Dập | Ái Tân Giác La Chử Anh                                               | Trưởng tử của Nỗ Nhĩ Cáp Xích. Lạnh lùng kiêu ngạo, bá đạo tùy hứng, cuộc đời ngắn ngủi chỉ cố chấp lưu luyến si mê Đông Ca, yêu đến hèn mọn mà si cuồng. |
| Khuất Sở Tiêu  | Ái Tân Giác La Đa Nhĩ Cổn                                            | Con trai thứ mười bốn của Nỗ Nhĩ Cáp Xích. Duệ Thân Vương. |
| Hoàng Đức Nghị | Ái Tân Giác La Đa Đạc                                                | Con trai thứ 15 của Nỗ Nhĩ Cáp Xích. Dự Thân Vương |
| Yến Tử Đông    | Ô Lạt Na Lạp Bố Chiêm Thái                                           | Em trai của thủ lĩnh bộ tộc Ô Lạt, bối lặc tộc Ô Lạt, có hôn ước với Đông Ca. |
| Hoàng Tư Hàm   | Ô Lạt Na Lạp Sức Cát Đới                                             | Đường cô của A Ba Hợi. Trắc phúc tấn của Hoàng Thái Cực. Sinh ra Hào Cách |